# ファンキー・ジャズ
ファンキー・ジャズ（英:funky Jazz）は、ビバップ、ハード・バップから派生したモダン・ジャズのジャンル。ソウル・ジャズ（Soul jazz）と呼ばれる場合もある。1950年代後半から1960年代前半ごろまで流行した。

## 概要
ファンキー・ジャズ（ソウル・ジャズ）は、ブルースのフィーリングを強調し、ゴスペルの要素も加わった演奏形態である。黒人ジャズ的要素が強く、ビバップやハード・バップに共通した要素である、コードを分解し、旋律を再構成する際に、「ペンタトニック」（五音階）や黒人音楽を意識したスケールを意図的に用いたものも多い。

## 歴史
ジャズ評論家のロイ・カーは、レイ・チャールズの少人数編成のグループ（デヴィッド・ファットヘッド・ニューマン、ハンク・クロフォードを含む）が、ホレス・シルヴァーやアート・ブレイキー、キャノンボール・アダレイらに与えた影響は大きいとしている。1960年代、教会音楽（ゴスペル）の影響が強く、ブルー・ノート・スケールやそれに近い音階や進行を使用し、オルガンやギター、ヴィブラフォンなどもフィーチャーされているジャズの総称が、ファンキー・ジャズ（ソウル・ジャズ）とされている。ファンキー・ジャズの代表的なミュージシャンには、ホレス・シルヴァー、キャノンボール・アダレイ、ナット・アダレイやラムゼイ・ルイスらがいる。また、オルガン・ジャズのジミー・スミス、ベイビー・フェイス・ウィレット、ブラザー・ジャック・マクダフ、ジミー・マクグリフらも、このジャンルに含まれる。

## ファンキー・ジャズの主な楽曲
- 「ファイブ・スポット・アフター・ダーク」 - カーティス・フラー
- 「ソング・フォー・マイ・ファーザー」 - ホレス・シルヴァー
- 「マーシー・マーシー・マーシー」 - キャノンボール・アダレイ
- 「ワーク・ソング」 - ナット・アダレイ
- 「ジ・イン・クラウド」 - ラムゼイ・ルイス・トリオ
- 「モーニン」 - アート・ブレイキー
- 「ソウルフル・ストラット」 - ヤング・ホルト・アンリミテッド

## 代表的ミュージシャン
- カーティス・フラー
- ホレス・シルバー
- キャノンボール・アダレイ
- ジミー・スミス
- ビッグ・ジョン・パットン
- ブラザー・ジャック・マクダフ
- ジミー・マクグリフ
- ベイビー・フェイス・ウィレット
- ヤング・ホルト・アンリミテッド
- ボビー・ティモンズ
- ベニー・ゴルソン
- ハンク・モブレー
- ナット・アダレイ
- ルー・ドナルドソン
- ラムゼイ・ルイス
- レス・マッキャン

## 書籍
- 細川周平、後藤雅洋、村井康司、寺島靖国、小川隆夫、加藤総夫、柳沢てつや、北里義之、大村幸則、瀧口秀之、西島多恵子、山下泰司、黒田京子、桜井圭介、上野俊哉、米田栄、田辺秀樹、高橋順一、川竹英克、田村和紀夫、大宅緒、高見一樹、島原裕司、柴俊一『新版 ジャズを放つ』洋泉社、1997年、23頁。ISBN 4896912500。